# Acide coumalique
L'acide coumalique est une pyrone carboxylique de formule O=C5H3O–COOH.
Il peut être obtenu par autocondensation (en) de l'acide malique par chauffage en présence d'un oléum (acide sulfurique fumant) :

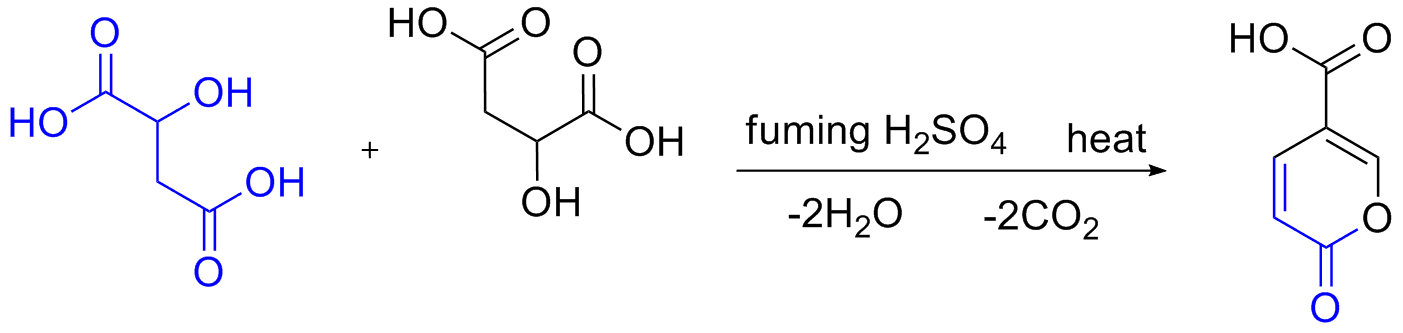
Conversion de l'acide malique en acide coumalique.

L'acide coumalique inhibe la croissance des radicelles de certaines céréales. D'autre part, il réagit thermiquement avec le 1,3-butadiène pour donner du tricyclo[3.2.1.02,7]oct-3-ène-2,4-dicarboxylate de diméthyle.